# دراغان كيتشانوفيتش
دراغان كيتشانوفيتش (بالصربية: Драган Кићановић) مواليد 17 أغسطس 1953 في تشاتشاك، جمهورية صربيا الاشتراكية، هو لاعب كرة سلة صربي معتزل. بدأ مسيرته الاحترافية في سنة 1971. يبلغ طوله 6 قدم 3.75 بوصة (1.9 م). مثّل منتخب بلاده. شارك في دورة الألعاب الأولمبية الصيفية سنة 1976. اعتزل اللعب في 1984. دخل قاعة مشاهير الاتحاد الدولي لكرة السلة. لعب مع نادي بارتيزان لكرة السلة وفيكتوريا يبرتاس بيزارو.

## الميداليات
| الميدالية | المسابقة                         |
| --------- | -------------------------------- |
| ذهبية     | الألعاب الأولمبية الصيفية 1980   |
| فضية      | الألعاب الأولمبية الصيفية 1976   |
| برونزية   | بطولة كأس العالم لكرة السلة 1982 |
| ذهبية     | بطولة كأس العالم لكرة السلة 1978 |
| فضية      | بطولة كأس العالم لكرة السلة 1974 |
| فضية      | بطولة أمم أوروبا لكرة السلة 1981 |
| برونزية   | بطولة أمم أوروبا لكرة السلة 1979 |
| ذهبية     | بطولة أمم أوروبا لكرة السلة 1977 |
| ذهبية     | بطولة أمم أوروبا لكرة السلة 1975 |
| ذهبية     | بطولة أمم أوروبا لكرة السلة 1973 |
| ذهبية     | ألعاب البحر الأبيض المتوسط 1975  |
| ذهبية     | ألعاب البحر الأبيض المتوسط 1971  |

## روابط خارجية
- دراغان كيتشانوفيتش على موقع الاتحاد الدولي لكرة السلة (الإنجليزية)
- دراغان كيتشانوفيتش على موقع كرة السلة الأوروبية.كوم (الإنجليزية)
- دراغان كيتشانوفيتش على موقع بروبوليرز (الإنجليزية)
- دراغان كيتشانوفيتش على موقع سبورتس رفرنس (الإنجليزية)
- دراغان كيتشانوفيتش على موقع اللجنة الأولمبية الدولية (الإنجليزية)
- دراغان كيتشانوفيتش على موقع أوليمبيديا (الإنجليزية)